# Noi quattro
Pour plus de détails, voir Fiche technique et Distribution.
Noi quattro (« Nous quatre » en italien) est un film italien écrit et réalisé par Francesco Bruni. Il est sorti dans les salles italiennes le 20 mars 2014.

## Synopsis
Ettore et Lara, deux ex-époux, se sont éloignés, mais restent en permanence en contact grâce à leurs deux enfants, Emma et Giacomo, la première cherchant à devenir actrice de théâtre et lui lycéen en prise avec les examens finaux.

## Fiche technique
- Titre original : Noi quattro
- Réalisation : Francesco Bruni
- Scénario : Francesco Bruni
- Mise en scène : Roberto De Angelis
- Direction artistique :
- Décors :
- Costumes : Cristina La Parola
- Photographie : Arnaldo Catinari
- Son :
- Montage : Marco Spoletini
- Musique : Lele Marchitelli (it), The Ceasars (en) et Michael Brunnock
- Production : Beppe Caschetto
- Société(s) de production : IBC Movie
- Société(s) de distribution : 01 Distribution
- Pays d’origine : Italie
- Langue originale : italien
- Format : couleur — sonore
- Genre : Comédie dramatique
- Durée : 90 minutes
- Dates de sortie :
  -  Italie : 20 mars 2014

## Distribution
- Ksenia Rappoport : Lara
- Fabrizio Gifuni : Ettore
- Lucrezia Guidone : Emma
- Francesco Bracci : Giacomo
- Raffaella Lebbroni : Nicoletta
- Milena Vukotic : Alberta
- Gianluca Gobbi : Roberto
- Giulia Li Zhu Ye : Xiaolian

## Crédits de traduction
- (it) Cet article est partiellement ou en totalité issu de l’article de Wikipédia en italien intitulé « Noi 4 » (voir la liste des auteurs).